# 雷梅迪奥斯 (奇里基省)
雷梅迪奥斯 是巴拿马奇里基省雷梅迪奥斯区的一个城市。该市面积为43.5平方（16.8平方英里），2010年时人口为908，故其人口密度为20.9名居民每平方（54名居民每平方英里）。 1990年时人口为2,650，2000年时人口为962。